# NWA Wildside United States Heavyweight Championship
L'NWA Wildside United States Heavyweight Championship, nato come NCW United States Heavyweight Championship, è stato un titolo di wrestling promosso dalla National Championship Wrestling, successivamente rinominata in NWA Wildside, affiliata della National Wrestling Alliance (NWA) attiva nella zona della Georgia.
Il titolo fu attivo dal 1995 al 2005, quando fu ritirato con la chiusura della federazione.

## Storia
Il titolo fa parte di una serie di riconoscimenti con lo stesso nome promossi dai territori della NWA. Inizialmente la National Championship Wrestling riconobbe un proprio indipendente titolo degli Stati Uniti, che passò sotto l'egida NWA quando la federazione ne divenne un territorio nel 1999, venendo rinominata NWA Wildside e cambiando di conseguenza il nome al titolo.  
Questa nuova denominazione ebbe una prima vita piuttosto breve, venendo unificato all'interno del NWA National Heavyweight Championship nel 2000, e venendo considerato un titolo separato solo quattro anni più tardi. Quando la NWA Wildside cessò le attività nel 2005, il titolo fu disattivato. 

## Albo d'oro
| Legenda  |                                                                               |
| -------- | ----------------------------------------------------------------------------- |
| #        | Indica il numero del regno titolato                                           |
| Regno    | Viene indicato il numero del regno del campione                               |
| Data     | La data in cui il titolo è stato vinto                                        |
| Località | Indica il luogo in cui il titolo è stato vinto                                |
| Note     | Indica notizie particolari riguardanti i cambi di titolo o altre informazioni |

### NCW United States Heavyweight Championship
| #                          | Campione        | Regno | Data             | Giorni | Località                 | Evento     | Note                                                                            | Fonti |
| -------------------------- | --------------- | ----- | ---------------- | ------ | ------------------------ | ---------- | ------------------------------------------------------------------------------- | ----- |
| 1                          | Curtis Thompson | 1     | 9 giugno 1995    | --     | Sylva, Carolina del Nord | House show | In uno spareggio per decretare il campione inaugurale, sconfiggendo Sam McGraw. |       |
| Storia del titolo non nota |                 |       |                  |        |                          |            |                                                                                 |       |
| 2                          | Shane Austin    | 1     | dicembre 1998    | --     | --                       | --         |                                                                                 |       |
| 3                          | Eddie Golden    | 1     | 19 dicembre 1998 | --     | Cornelia, Georgia        | House show | In un 3-way match in cui era coinvolto anche Devid Jericho.                     |       |
| 4                          | Jesse Taylor    | 1     | marzo 1999       | --     | --                       | --         |                                                                                 |       |
| 5                          | Romeo Bliss     | 1     | giugno 1999      | --     | --                       | --         |                                                                                 |       |
| 6                          | Jesse Taylor    | 2     | 3 luglio 1999    | 119    | Cornelia, Georgia        | House show |                                                                                 |       |

### NWA Wildside United States Heavyweight Championship
| #  | Campione       | Regno | Data              | Giorni | Località          | Evento     | Note | Fonti |
| -- | -------------- | ----- | ----------------- | ------ | ----------------- | ---------- | --- | ----- |
| 7  | Romeo Bliss    | 2     | 30 ottobre 1999   | 73     | Cornelia, Georgia | House show | Il 12 dicembre 1999 la federazione divenne un territorio NWA, cambiando nome in NWA Wildside, e il titolo fu rinominato di conseguenza. |       |
| 8  | Terry Knight   | 1     | 11 gennaio 2000   | 236    | Cornelia, Georgia | House show | |       |
| 9  | Jesse Taylor   | 3     | 3 settembre 2000  | 76     | Toccoa, Georgia   | House show | |       |
| 10 | Terry Knight   | 2     | 18 novembre 2000  | 0      | Cornelia, Georgia | House show | |       |
| —  | Unificato      | —     | 18 novembre 2000  | —      | —                 | —          | Knight unificò il titolo all'interno del NWA National Heavyweight Championship.                                                         |       |
| 11 | Rick Michaels  | 1     | 13 febbraio 2004  | 21     | Cornelia, Georgia | House show | In uno spareggio per riassegnare il titolo contro Todd Sexton.                                                                          |       |
| 12 | Jason Blackmon | 1     | 5 marzo 2004      | 21     | Cornelia, Georgia | House show | |       |
| 13 | Rick Michaels  | 2     | 26 marzo 2004     | 105    | Cornelia, Georgia | House show | |       |
| 14 | Adam Roberts   | 1     | 9 luglio 2004     | 63     | Cornelia, Georgia | House show | |       |
| 15 | Skeeter Frost  | 1     | 10 settembre 2004 | --     | Cornelia, Georgia | House show | |       |
| —  | Disattivato    | —     | aprile 2005       | —      | —                 | —          | Il titolo fu disattivato in seguito alla chiusura della NWA WIldside.                                                                   |       |